# Гриценко, Николай Олимпиевич
Никола́й Оли́мпиевич Грице́нко (11 (24) июля 1912, Ясиноватая — 8 декабря 1979, Москва) — советский актёр театра и кино. Народный артист СССР (1964). Лауреат Сталинской премии I степени (1952) и Государственной премии РСФСР им. К. С. Станиславского (1970).

## Биография
Родился на станции Ясиноватой Бахмутского уезда Екатеринославской губернии Российской империи в семье железнодорожника.
В 1926 году окончил семь классов начальной школы в Ясиноватой, в 1927—1931 годах учился на строительном отделении Днепропетровского политехникума железнодорожного транспорта (ныне Днепровский национальный университет железнодорожного транспорта).
В 1931—1932 годах работал техником по зданиям 2-й дистанции НКПС на железнодорожной станции Мушкетово.
В 1932—1934 году учился в музыкально-драматическом рабфаке и одновременно работал конструктором технического отдела металлургического завода «Сталь» (ныне Макеевский металлургический комбинат) НКТП в Макеевке.
В 1934—1935 годах учился в Киевском драматическом техникуме при Музыкально-драматическом институте имени Н. В. Лысенко, в 1935—1936 годах — в училище при МХАТе 2-м, в 1936—1937 годах — в театральной школе при Центральном театре Красной Армии, в 1937—1940 годах — в Театральном училище имени Б. В. Щукина при Театре имени Е. Вахтангова в Москве.
В 1937—1941 годах и 1942—1979 годах — актёр Театра имени Е. Вахтангова, где стал одним из ведущих мастеров сцены.
В 1941—1942 годах служил в РККА, учился на командирских курсах в Архангельске, демобилизован после ранения.
В конце жизни страдал от старческого слабоумия, по просьбе жены[какой?] был госпитализирован в психиатрическую клинику. Умер после конфликта с пациентами этой клиники 8 декабря 1979 года в Москве. Похоронен в Москве на Новодевичьем кладбище (участок № 2).

### Семья и личная жизнь
Отец — Олимпий Гриценко, железнодорожник.
Мать — Фаина Васильевна Гриценко
Сестра — Лилия Олимпиевна Гриценко (1917—1989), актриса, оперная певица, народная артистка РСФСР (1957).
Первая жена — Ирина Алексеевна Бунина (1939—2017), актриса, народная артистка Украины.
Вторая жена — Инна Малиновская, артистка Москонцерта.
- Дочь — Екатерина Николаевна.

Фактическая жена — Галина Васильевна Кмит (1921—2019), фотограф, фотохудожница, фотокорреспондентка, заслуженный деятель искусств РФ (2003)
- Внебрачный сын — Денис Алексеевич Кмит (1959—2019), киноактёр. Приёмный отец Д. А. Кмита — Леонид (Алексей) Александрович Кмит (1908—1982), советский актёр театра и кино, Народный артист РСФСР. Николай Гриценко с родным сыном никогда не встречался[4].

## Творчество

### Роли в театре
- 1941 — «Дон Кихот» М. де Сервантеса, постановка И. М. Рапопорта — Тенорио Эрнандес
- 1941 — «Маскарад» М. Ю. Лермонтова, постановка А. П. Тутышкина — 1-й игрок
- 1942 — «Фронт» А. Е. Корнейчука, постановка Р. Н. Симонова — Остапенко
- 1944 — «Мадемуазель Нитуш» Ф. Эрве, постановка Р. Н. Симонова — Фердинанд де Шамплатро
- 1947 — «Приезжайте в Звонковое» А. Е. Корнейчука, постановка А. И. Ремизовой — Степан
- 1948 — «Макар Дубрава» А. П. Корнейчука, постановка И. М. Рапопорта — Гаврила
- 1950 — «Первые радости» по К. А. Федину — Цветухин
- 1950 — «Когда поют жаворонки» К. Крапивы — председатель колхоза
- 1951 — «Кирилл Извеков» по роману «Необыкновенное лето» К. А. Федина — Цветухин
- 1952 — «Седая девушка» Хэ Цзинчжи и Дин Ни, постановка С. А. Герасимова (вместе с С. И. Самсоновым и Т. М. Лиозновой) — помещик
- 1953 — «Кандидат партии» А. А. Крона — Николай Прокофьевич Леонтьев
- 1953 — «Раки» С. В. Михалкова — Ленский
- 1954 — «Человек с ружьём» Н. Ф. Погодин — Иван Шадрин
- 1955 — «На золотом дне» Д. Н. Мамина-Сибиряка; постановка А. Ремизовой — Тихон Кондратьич Молоков
- 1955 — «Олеко Дундич» А. Г. Ржешевского и М. А. Каца; постановка А. Дикого — Олеко Дундич
- 1956 — «Шестой этаж» А. Жери; постановка Н. О. Гриценко — Жонваль
- 1957 — «Большой Кирилл» И. Л. Сельвинского — Манташёв
- 1957 — «Город на заре» А. Н. Арбузова — Лев Аграновский
- 1958 — «Идиот» по Ф. М. Достоевскому, постановка А. Ремизовой — Лев Николаевич Мышкин
- 1959 — «Стряпуха» А. В. Софронова — Казанец
- 1960 — «Платонов» А. П. Чехова — Платонов
- 1960 — «Стряпуха замужем» А. В. Софронова; постановка Р. Симонова — Казанец
- 1961 — «Каменный гость» А. С. Пушкина — Дон Жуан
- 1962 — «Живой труп» Л. Н. Толстого — Фёдор Васильевич Протасов
- 1963 — «Принцесса Турандот» К. Гоцци, постановка Е. Вахтангова (возобновление Р. Симонова) — Тарталья
- 1965 — «Дион» Л. Г. Зорина — поэт Сервилий
- 1965 — «Правда и кривда» М. А. Стельмаха — Марк Трофимович Бессмертный
- 1966 — «Конармия» по И. Э. Бабелю, постановка Р. Симонова — Степан Вытягайченко
- 1967 — «Виринея» Л. Н. Сейфуллиной и В. П. Правдухина — Магара
- 1968 — «На всякого мудреца довольно простоты» А. Н. Островского; постановка А. Ремизовой — Нил Федосеевич Мамаев
- 1970 — «День-деньской» А. Л. Вейцлера и А. Н. Мишарина— офицер Рощин
- 1972 — «Шаги командора» В. Н. Коростылёва — Карамзин
- 1973 — «Женщина за зелёной дверью» Р. Ибрагимбекова — Дашдамиров
- 1973 — «Память сердца» А. Е. Корнейчука — Кирилл Сергеевич
- 1975 — «День-деньской» А. Л. Вейцлера и А. Н. Мишарина — Сиволобов
- «Белые и чёрные» — главный герой

### Телеспектакли
- 1962 — Интервью у весны — Павел Григорьевич Казанец, сцена из спектакля «Стряпуха замужем»
- 1971 — Тысяча душ — князь Иван Раменский
- 1976 — Мартин Иден — Хидингботтом, муж Гертруды
- 1976 — Ну, публика! — больной пассажир

### Радиоспектакли
- «Операция „Трест“» по роману «Мёртвая зыбь» Л. Н. Никулина
- «Конармия» по произведениям Исаака Бабеля. Запись 1968 года.

### Фильмография
- 1942 — Машенька — Коля
- 1946 — Старинный водевиль —Антон Петрович Фадеев
- 1950 — Кавалер Золотой Звезды — Алексей Степанович Артомашов, председатель колхоза
- 1951 — Прощай, Америка! — Арманд Хауорд, начальник отдела информации американского посольства
- 1953 — Вихри враждебные — Шрёдер
- 1953 — Судьба Марины — Терентий Тихонович Власенко, агроном в колхозе, муж/бывший муж Марины Панасовны
- 1954 — Большая семья — Вениамин Семёнович, заведующий клубом
- 1954 — Жилец (короткометражный) — Халявкин
- 1954 — Шведская спичка — Псеков
- 1955 — Дорога — капитан госбезопасности Иван Алексеевич
- 1959 — Хождение по мукам — Вадим Петрович Рощин
- 1959 — Фуртуна — полковник Перкинс
- 1961 — Барьер неизвестности — Вадим Семёнович Лагин, зам. главного конструктора
- 1961 — Вольный ветер — Георг Стан
- 1963 — Понедельник — день тяжёлый — Стряпков
- 1963 — Крыса на подносе (короткометражный) — хозяин
- 1964 — Русский лес — Грацианский
- 1964 — Мать и мачеха — Фёдор Антонович Журбенко
- 1966 — Человек без паспорта — Пётр Епифанович Измайлов, агент иностранной разведки
- 1966 — Два года над пропастью — полковник Миллер
- 1967 — Анна Каренина — Алексей Александрович Каренин
- 1967 — Крыжовник (короткометражный) — Николай Иванович, помещик
- 1967 — Места тут тихие — Савелий Петрович Фисюк, полковник
- 1968 — Жил человек — лесничий
- 1968 — Журавушка — Василий Куприяныч Маркелов
- 1969 — Адъютант его превосходительства — Викентий Павлович Сперанский
- 1969 — Развязка — Александр Петрович Терехов
- 1969 — Семейное счастье (киноальманах) (новелла «Нервы») — Дмитрий Осипович Ваксин
- 1969 — Я, Франциск Скорина — барон Рейхенберг
- 1970 — Счастье Анны — Лычков
- 1971 — Весёлые Жабокричи — старшина Василь Миронович
- 1973 — Докер — Иван Степанович
- 1973 — Земля Санникова — Трифон Степанович Перфильев
- 1973 — Семнадцать мгновений весны — немецкий генерал в поезде
- 1973 — Таланты и поклонники — князь Ираклий Саратоныч Дулебов
- 1973 — Человек в штатском — барон Эрих фон Остенфельзен
- 1973 — Чёрный принц — Ананий Дмитриевич Мытников
- 1974 — Время её сыновей — Антон Трофимович Гуляев
- 1975 — В горах моё сердце — Джаспер Мак-Грегор
- 1976 — Два капитана — Николай Антонович Татаринов
- 1976 — Жизнь и смерть Фердинанда Люса — Фридрих Дорнброк
- 1976 — Преступление (фильм 1-й «Нетерпимость», фильм 2-й «Обман») — Пётр Егорович, отец Нади
- 1976 — Стажёр — Александр Александрович Трофимов
- 1977 — Враги — Печенегов
- 1978 — Мятежная баррикада — прокурор
- 1978 — Отец Сергий — генерал Коротков
- 1978 — Ссыльный № 011 — Варламцев

### Озвучивание
- 1951 — Ночь перед Рождеством (мультфильм) — Вакула

### Архивные кадры
- 2000 — Николай Гриценко (из цикла телепрограмм канала ОРТ «Чтобы помнили») (документальный)
- 2005 — Николай Гриценко (из цикла передач телеканала ДТВ «Как уходили кумиры») (документальный)
- 2017 — Николай и Лилия Гриценко. Отверженные звезды (ТВ Центр)

## Звания и награды
- Заслуженный артист РСФСР (1951)[5]
- Народный артист РСФСР (1957)[6]
- Народный артист СССР (1964)
- Сталинская премия первой степени (1952 — за исполнение роли Артомашова в фильме «Кавалер Золотой звезды» (1950))
- Государственная премия РСФСР имени К. С. Станиславского (1970) — за исполнение роли Мамаева в спектакле «На всякого мудреца довольно простоты» А. Н. Островского
- МКФ в Канне (1955, Приз лучшему актёрскому составу, фильм «Большая семья»)
- Орден Трудового Красного Знамени
- Медаль «За победу над Германией в Великой Отечественной войне 1941—1945 гг.» (1945)
- Медаль «За доблестный труд в Великой Отечественной войне 1941—1945 гг.» (1946)
- Медаль «В память 800-летия Москвы» (1948).